# Зларин

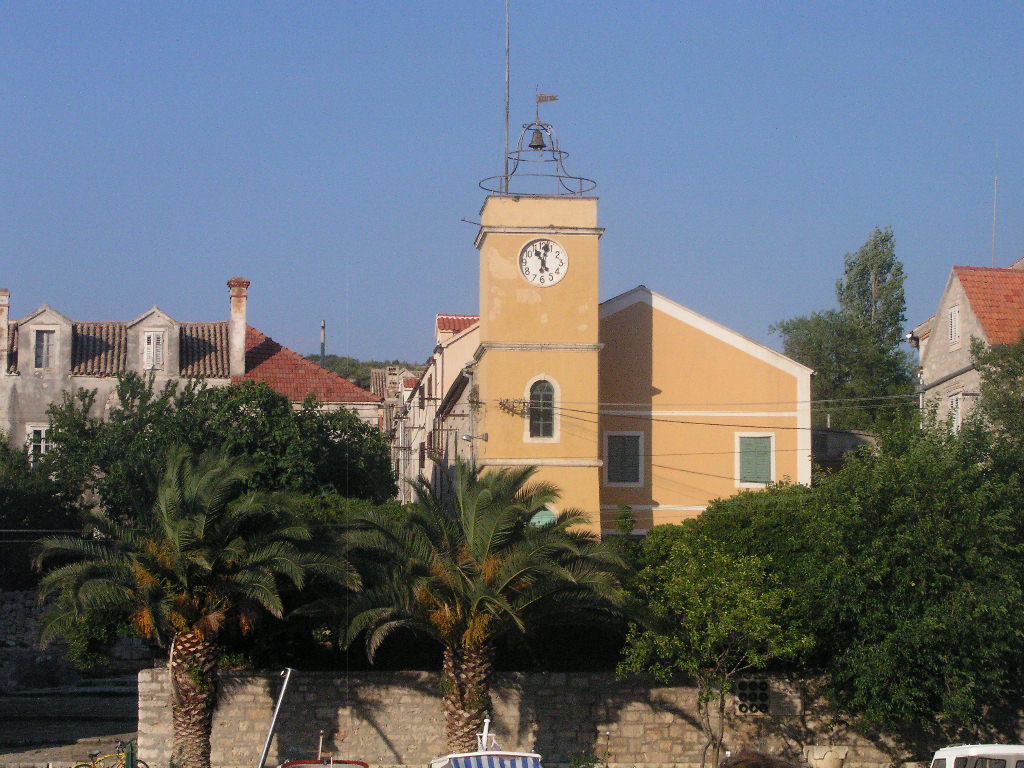
Забудова о. Зларин

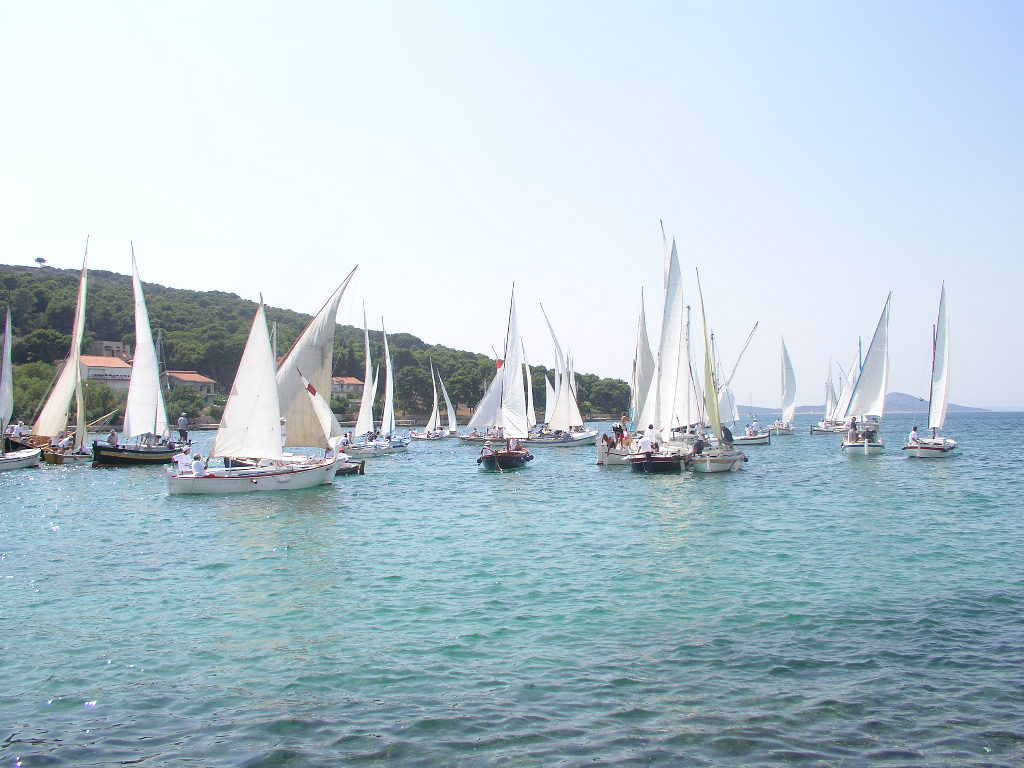
Регата біля острова

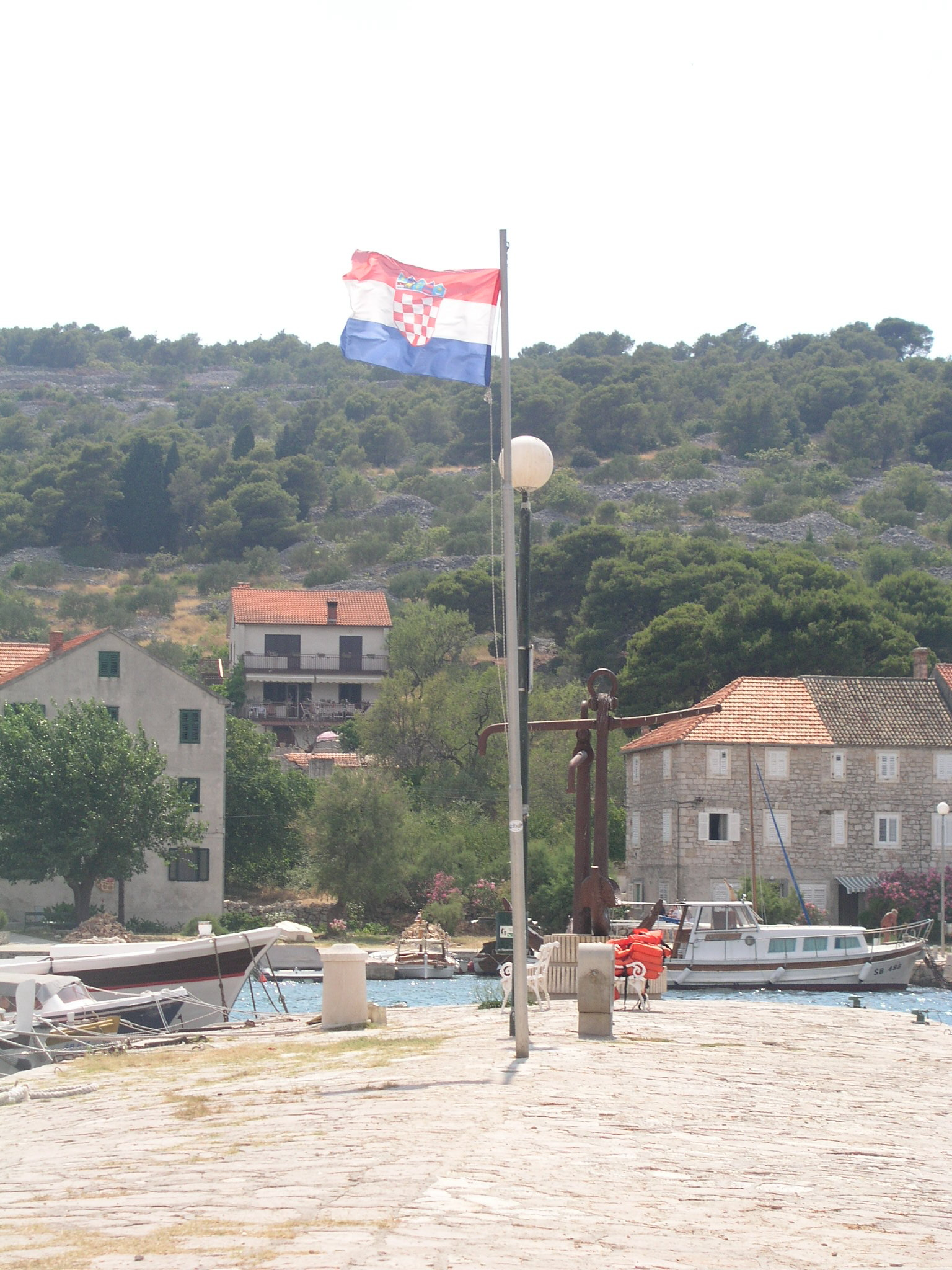
Пам'ятник морякам

Зларин (хорв. Zlarin) — острів в  Хорватії, в жупанії Шибеник-Книн. Розташований в центральній  Далмації, неподалік від Шибеника і гирла річки  Крка приблизно за 2 кілометри від материкового узбережжя.
Площа острова — 8,19 км ². Найвища точка — пагорб Клепач, заввишки 174 метри над рівнем моря. Населення налічує близько 270 жителів. У туристичний сезон населення острова різко зростає. Зларин пов'язаний регулярним поромним сполученням з містами Шибеник та Водиці.
Зларин є популярним місцем серед туристів.

## Відомі уродженці
- Ентоні Маглиця - засновник і власник компанії Mag Instrument Inc., яка виробляє ліхтарик Maglite[ru].